# Дети лампы
«Дети лампы» (англ. Children of the lamp) — серия детских фэнтезийных романов, написанных английским писателем Ф. Б. Керром. В книгах рассказывается про близнецов Джона и Филиппу Гонт, которые узнали, что они могущественные джинн.
Первые четыре книги серии в 2020—2021 годах изданы на русском языке в переводе Ольги Варшавер в издательстве «Иностранка».

## Сюжет

### Джинн в плену Эхнатона
Джон и Филиппа Гонты — близнецы-подростки, которые живут обычной жизнью в Нью-Йорке со своими родителями — мистером и миссис Гонт. Неожиданно у обоих детей раньше времени прорезаются зубы мудрости и на операции по их удалению близнецы видят одинаковый сон, в котором их дядя Нимрод приглашает племянников провести у него в Лондоне летние каникулы. Неожиданно родители разрешают эту поездку, и Джон с Филиппой отправляются в своё первое захватывающее приключение, в котором они заново узнают себя и мир вокруг.

### Джинн в Вавилонском подземелье
После первого соревнования по игре в джиннчёт, в котором приняли участие близнецы, Филиппа и Джон Гонты знакомятся с представителями других кланов джинн, а также впервые встречают Синюю Джинн Вавилона, являющуюся независимым верховным судьёй между Добром и Злом.
Вскоре Джону приходится отправиться в путешествие, чтобы спасти свою сестру, ведь Филиппа была выбрана той, кто станет новой Синей Джинн, что означает необратимые изменения в жизни девушки. Под влиянием древа Логос, она позабудет всё, что связывало её с домом и прекратит различать Добро и Зло, если только её не спасёт старший брат.
В этом путешествии и Джон, и Филиппа многое узнают о своей семье и том, как они связаны с Синей Джинн, повстречают легендарного Царя Навуходоносора II, и узнают кое-что об их маме, Лейле Гонт.

### Джинн и Королева-кобра.
После того, как Филиппа и Джон вернулись из подземелий Вавилона, им предстоит много узнать об истории Джинн. Внезапно для всех о себе напоминает Индийский культ Змеи, членам которого было по силам подчинить джинн своей воле, а на «драконьи зубы» близнецов начинается настоящая охота. Тогда-то ребята и узнают об истинной важности зубов мудрости, после удаления которых джинн обретают свои силы.
В этом же приключении им предстоит узнать о том, почему так страшен глава этого культа. Когда-то давным-давно, в его руки попали «мудрецы» одного юного джинн и теперь он не прочь пополнить коллекцию своих слуг близнецами. А имя тому несчастному джинн — Господин Ракшас…

### Джинн и воины-дьяволы
С тех пор, как друг близнецов Дыббакс узнал о том, что является сыном самого отвратительного и злого из ныне живущих джинн, Иблиса, юноша не может жить как раньше. Он всё время ругается со своей мамой и почти ни с кем не общается, но, когда мисс Дженни Сахерторт согласилась отправиться с ним на представление известного фокусника Аполониуса, жизнь юноши круто изменилась. Вскоре, он становится звездой, а тем временем гомеостаз, — хрупкое равновесие между Добром и Злом, — в очередной раз может нарушиться.
Время от времени все джинн покидают свои тела, но сейчас это грозит им огромной опасностью, ведь призраков, а вместе с ними и духовное тело джинн могут поглотить таинственные воины-пожиратели. Каким-то образом всё это связано с кланом Ифрит, Дыббаксом и легендарной терракотовой армией.

## Добро и Зло
Изначально на земле существовало три разумных расы: ангелы, созданные из света; люди, созданные из земли; джинн, состоящие из благородного огня. Именно под управление джинн попала удача — вполне физическое воплощение счастья и несчастья, которое люди часто именуют случаем.
Когда всем разумным существам потребовалось сделать выбор между Добром и Злом, результаты выбора стали вполне известны: большинство ангелов выбрало добро, за исключением нескольких весьма известных; человечество разделилось примерно поровну; а для джинн всё обстояло несколько проще — три клана джинн выбрали Добро, а три клана — Зло.

## Кланы Джинн
Всего существует шесть кланов джинн, известных по «Тысяче и одной ночи». Три из них, — Джинь, Джань и Марид, — являются добрыми кланами. Три других, — Шайтан, Гуль и Ифрит, — выбрали для себя зло.

### Клан Марид
Не все кланы одинаково сильны и многочисленны, однако доподлинно известно, что самым сильным и малочисленным кланом является Марид. Именно к нему принадлежат Джон и Филиппа Гонт, их мама Лейла и их дядя Нимрод. Также, членами клана Марид являются господин Ракшас, старинный друг Нимрода и Лейлы, и джинн-доктор Дженни Сахерторт, владеющая собственным спа-курортом. К клану Марид принадлежал и Дыббакс, сын мисс Сахерторт, однако, будучи сыном Иблиса, юноша не может считаться полноценным джинн клана Марид.
Кроме того, к клану Марид принадлежала прежняя Синяя Джинн — Айша, которая была матерью Лейлы и Нимрода. До своего становления Синей Джинн, дочь Дженни Сахерторт, Фаустина, также являлась членом клана Марид.
Особым животным клана Марид является верблюд и в его форме джинн могут находиться бесконечно долго. Джинн этого клана не могут прикасаться к меди и нефриту, особым материалам клана Ифрит, не испытывая дискомфорта.

### Клан Джань
Хотя джинн этого клана не принимали заметного участия в «детях лампы», известно, что джинн клана Джань являются вторыми по силе среди добрых кланов. К клану Джань принадлежит знакомый Джона и Нимрода — Фрэнк Водьяной.

### Клан Джинь
Хотя джинн этого клана не принимали заметного участия в «детях лампы», известно, что джинн клана Джинь выбрали добро, но являются наименее могущественными из добрых джинн-кланов.

### Клан Ифрит
Главные противника клана Марид, чьими священными животными являются змеи и скорпионы, а материалами — медь и нефрит. Ифритцы описаны как хитрые, но ленивые джинн, которые довольствуются тем, что приносят в мир много зла посредством крупнейших игорных домов.
Главой клана долгое время являлся Иблис. Также, членами клана Ифрит являлись сыновья Иблиса, а также джинн-вампир Палис-пятколиз.
О характере членов этого клана можно судить не только по их поступкам, но и по истории, рассказанной Нимродом об отце Иблиса — Иблисе-старшем. Так, этот джинн был повинен во взрыве острова-вулкана Кракатау и последующих катаклизмах.

### Клан Гуль
Клан наиболее отвратительных джинн, которые в прежние времена были известны тем, что не брезговали человечиной. Существует поверье, что джинн клана Гуль можно убить, ударив один раз по лицу, но от второго удара они оживают.
К этому клану принадлежат Лилит де Гуль, к которой Филиппа испытывает взаимную неприязнь, и её мать, Мими де Гуль. Мими де Гуль хотела стать Синей Джинн Вавилона, но в её планы вмешалась Филиппа, которую избрала сама Айша, а затем и Лейла Гонт. Доподлинно известно, что Мими де Гуль не собиралась стать беспристрастной и исполнять роль могущественнейшей джинн так, как подобает. Из свитков Беллили, полученных от колдуна по фамилии Макриби, Мими узнала о том, как извратить процесс инициации и остаться верной злу.
Нимрод описывает де Гулей как семейство, пытающееся доказать, что они не являются злыми. Однако, их попытки уверить в этом других, он сравнивает с попыткой горбатого избавиться от горба, а леопарда — от своих пятен.

### Клан Шайтан
Об этом клане злых джинн известно крайне мало, но они являются наименее могущественным из злых джинн-кланов, и, вероятнее всего, наиболее многочисленным среди них.